# لاز (منطقه تربیچ)
لاز (به چکی: Láz) یک منطقهٔ مسکونی در جمهوری چک است که در منطقه تربیچ واقع شده‌است.
 لاز ۴٫۶۷ کیلومتر مربع مساحت و ۲۷۷ نفر جمعیت دارد و ۴۳۰ متر بالاتر از سطح دریا واقع شده‌است.